# Edward Treacher Collins
Edward Treacher Collins (ur. 28 maja 1862 w Londynie, zm. 13 grudnia 1932 w Londynie) – angielski chirurg i okulista. Jest znany dzięki opisaniu dyzostozy żuchwowo-twarzowej zwanej także zespołem Treacher Collinsa.
Był synem dr W. J. Collinsa i Miss Treacher. Treacher Collins używał nazwiska panieńskiego matki oraz nazwiska ojca bez myślnika, co jest zgodne z ówczesnym zwyczajem.
Edward Treacher Collins uczęszczał do University College London. Następnie, w 1879 roku, rozpoczął studia w Middlesex Hospital, które ukończył w roku 1883. Pod wpływem swojego starszego brata, Sir Williama Collinsa, wybrał specjalizację z okulistyki. W celu odbycia stażu udał się do Moorfields Eye Hospital, gdzie pracował przez następne 48 lat. W 1896 roku opublikował książkę pod tytułem Researches into the Anatomy and Pathology of the Eye, dzięki której stał się rozpoznawalny na całym świecie.